# Sabine Poschmann

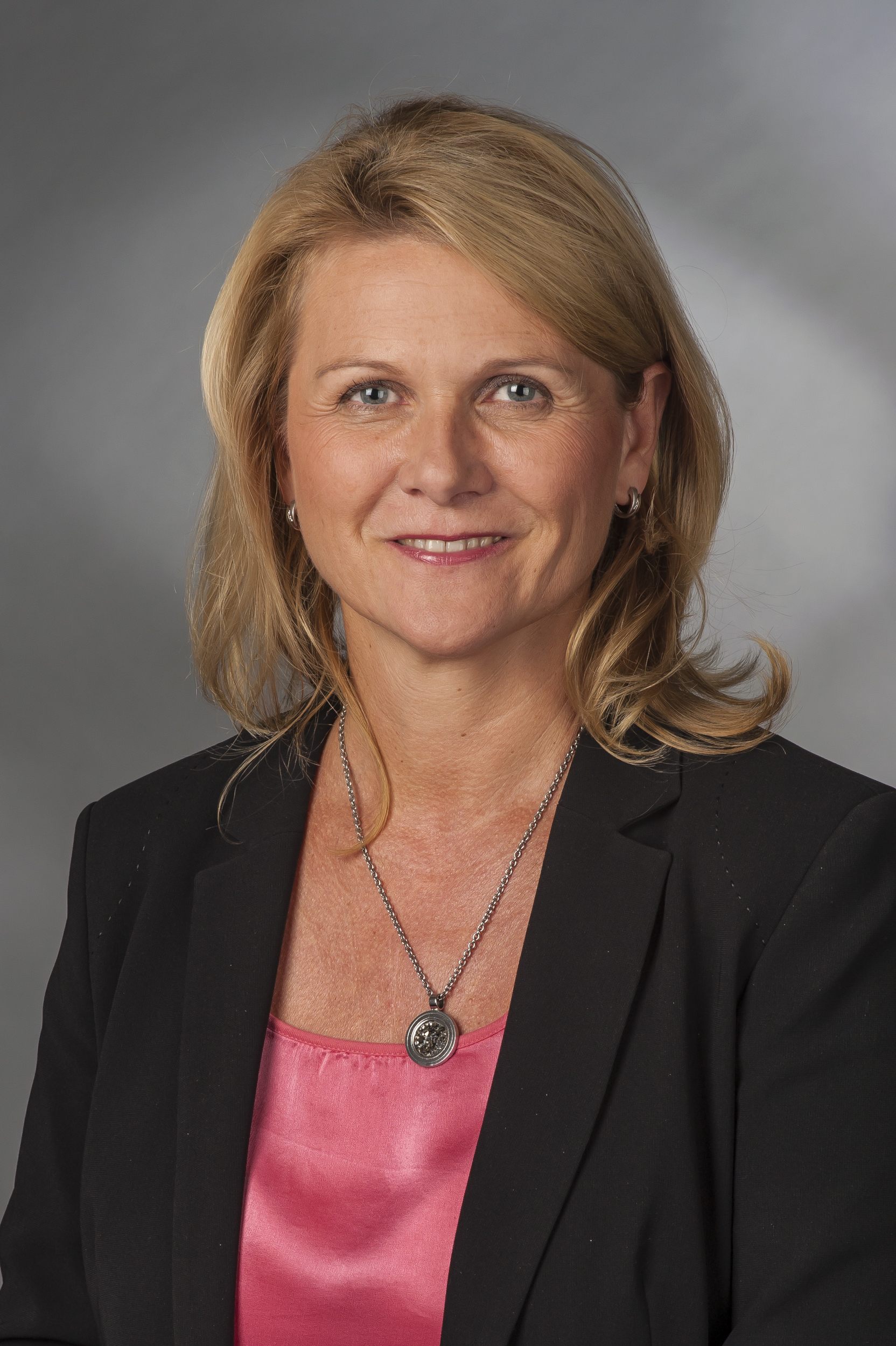
Sabine Poschmann (2014)

Sabine Poschmann (* 4. Oktober 1968 in Castrop-Rauxel) ist eine deutsche Politikerin (SPD). Sie ist seit 2013 Mitglied des Deutschen Bundestages und seit 2025 Parlamentarische Staatssekretärin bei der Bundesministerin für Wohnen, Stadtentwicklung und Bauwesen.

## Leben
Sabine Poschmann ist verheiratet, hat einen Sohn und lebt in ihrem Wahlkreis in Dortmund-Aplerbeck.

### Berufliche Karriere
Poschmann absolvierte von 1985 bis 1988 eine Berufsausbildung zur Industriekauffrau und anschließend eine Weiterbildung zur Betriebswirtin (VWA). Von 1988 bis 1994 war sie Personalsachbearbeiterin, und von 1992 bis 1994 war sie für den Bereich Personaleinsatz und -planung bei der Dortmunder Stadtwerke AG verantwortlich. Von 1995 bis 2000 arbeitete sie als Betriebswirtin für Grundsatzfragen und Vertragsrecht und von 2000 bis 2012 als Pressesprecherin und Kommunalmanagerin bei DEW21 (Dortmunder Energie- und Wasserversorgung GmbH). Von 2012 bis 2013 war sie Regionalmanagerin bei DEW21.
Während ihrer betrieblichen Laufbahn bei der Dortmunder Stadtwerke AG und der Dortmunder Energie- und Wasserversorgung GmbH hat sie sich als Jugendvertreterin, Betriebsrätin und Vorsitzende der SPD-Betriebsgruppe engagiert. Aus diesen Erfahrungen heraus haben die Belange von Arbeitnehmerinnen und Arbeitnehmern für sie einen besonderen Stellenwert bekommen.

### Politischer Werdegang
Sabine Poschmann ist seit 1985 SPD-Mitglied. Von 2010 bis 2014 war sie Vorsitzende des SPD-Stadtbezirks Aplerbeck und gehört dem SPD-Unterbezirksvorstand seit 2012 an. Sie war lange Jahre Vorsitzende des Ortsvereins Aplerbeck und von 1999 bis 2009 Mitglied des Rates der Stadt Dortmund. Von 2004 an war Sabine Poschmann stellvertretende Fraktionsvorsitzende, dabei lagen ihre Schwerpunkte im Bereich Wirtschafts- und Beschäftigungsförderung sowie Umwelt, Stadtentwicklung und Wohnen. Seit 2012 ist sie Mitglied des SPD-Unterbezirksvorstandes Dortmund.
Im Zuge der Bildung des Kabinetts Merz wurde sie am 6. Mai 2025 zur Parlamentarischen Staatssekretärin bei der Bundesministerin für Wohnen, Stadtentwicklung und Bauwesen, Verena Hubertz (SPD), ernannt. In dieser Funktion vertritt sie die Ministerin bei offiziellen Anlässen und ist Bindeglied zwischen Parlament und Regierung.

## Abgeordnete
Bei der Bundestagswahl 2013 konnte Sabine Poschmann erstmals den Wahlkreis Dortmund II mit einem Stimmenanteil von 46,7 % gewinnen.
Im 18. Deutschen Bundestag war sie ordentliches Mitglied im Ausschuss für Wirtschaft und Energie, stellvertretendes Mitglied im Innenausschuss sowie ordentliches Mitglied im Unterausschuss Regionale Wirtschaftspolitik und ERP-Wirtschaftspläne. Im November 2015 wurde sie in den Vorstand des Netzwerks Berlin gewählt.
Bei der Bundestagswahl am 24. September 2017 zog sie mit 38,8 % der Erststimmen erneut direkt für den Wahlkreis Dortmund II in den Bundestag ein. In der 19. Wahlperiode setzte sie ihre Arbeit im Wirtschaftsausschuss, als stellvertretende wirtschafts- und energiepolitische Sprecherin und als Beauftragte der SPD-Bundestagsfraktion für Mittelstand und Handwerk fort.
Von Oktober 2015 bis Oktober 2021 war Poschmann stellvertretende wirtschafts- und energiepolitische Sprecherin der SPD-Bundestagsfraktion und zudem Beauftragte der SPD-Bundestagsfraktion für den Mittelstand und das Handwerk. Gleichzeitig war sie Mitglied im Mittelstandsbeirat des Bundesministeriums für Wirtschaft und Energie.
Auch bei den Bundestagswahlen 2021 wurde Sabine Poschmann mit 39,1 % der Erststimmen im Wahlkreis Dortmund II direkt in den Deutschen Bundestag gewählt. Ab Dezember 2021 war sie sportpolitische Sprecherin der SPD-Bundestagsfraktion, weiterhin ordentliches Mitglied im Wirtschaftsausschuss sowie Mitglied im erweiterten Fraktionsvorstand und in der Arbeitsgruppe Kommunalpolitik.
Bei der Bundestagswahl 2025 zog Poschmann mit 32, 4 % der Erststimmen zum vierten Mal als direkt gewählte Abgeordnete für den Wahlkreis Dortmund II in den Bundestag ein.